# Дьяченко, Виталия Анатольевна
Виталия Анатольевна Дьяченко (род. 2 августа 1990, Сочи, СССР) — российская теннисистка. Победительница одного турнира WTA и финалистка шести турниров WTA в парном разряде; победительница трёх турниров WTA 125 в одиночном разряде; финалистка Кубка Федерации (2015) в составе национальной сборной России; чемпионка Универсиады (2009) в парном разряде.

## Общая информация
Виталия — старшая из двух детей Виктории и Анатолия Дьяченко; её брата зовут Сергей.
Россиянка впервые попробовала заниматься теннисом в пять лет. Виталия склонна к получению травм (в середине 2000-х пропустила два года соревнований из-за травмы плеча; затем два года восстанавливалась после полученной в 2011 году травмы мениска).

## Спортивная карьера
Первые годы
В апреле 2007 года Виталия дебютировала на турнирах ITF на соревнованиях в Дубае; пару месяцев спустя удалось добыть первый парный финал — в боснийском Сараево, где удалось получить первый опыт проигранного титульного матча. В ноябре этого же года россиянка впервые добралась до титульного матча в одиночном соревновании — в Лондоне, сходу завоевав титул (по ходу соревнования были выиграны три матча у игроков второй полутысячи рейтинга). В июле следующего года Дьяченко одерживает две свои первые победы над игроками Top200 — на пути к полуфиналу турнира в Днепропетровске обыграны Маргит Рюйтель и Рената Ворачова. В декабре этого же года выигран второй одиночный титул в одиночном соревновании ITF — в финале 75-тысячника в Дубае переиграна Урсула Радваньская.
В феврале 2009 года россиянка впервые сыграла в основной сетке одиночных соревнований WTA: пройдя квалификацию, ей удалось дойти до второго раунда турнира в Паттайе; там же в парном турнире ей удалось добраться до своего первого финала на подобном уровне: вместе с украинкой Юлией Бейгельзимер она уступила решающую игру альянсу Ярослава Шведова / Тамарин Танасугарн. Несколько месяцев спустя — в мае — происходит дебют Виталии на взрослом турнире Большого Шлема — во Франции, где ей также впервые покорился матч против действующей соперницы из Top100 рейтинга. Во втором раунде парижского турнира Виталия также впервые пересеклась в протуре с действующей первой ракеткой мира: против Динары Сафиной удалось взять лишь два гейма.
Во второй половине сезона результаты Дьяченко продолжают время от времени выделяться на общем фоне — в августе она улучшает результат своего самого статусного выигрыша, в первом раунде квалификации Нью-Хейвена взяв верх над тогдашней 52-й ракеткой мира Андреа Петкович. Через несколько недель — в Ташкенте — Виталия во второй раз добралась до финала парного соревнования ассоциации, но вновь проиграла — вместе с Екатериной Дегалевич уступив альянсу Ольга Говорцова / Татьяна Пучек. В конце сезона, на турнире в Минске, Виталия получает относительно серьёзную травму, из-за которой не играет несколько месяцев, пропуская австралийский турнир Большого шлема.
Вернувшись в строй в феврале она никак не могла добиться результатов в одиночном разряде, одерживая считанные победы, зато через турнир выдавала показывать неплохие результаты в паре — Виталия трижды добиралась до финала соревнований пограничного статуса между турнирами ITF и WTA. Определённый перелом наметился в августе — обыграв в первом раунде 50-тысячника в Казани Ксению Первак, Дьяченко в дальнейшем добралась до финала турнира. До конца того сезона удалось одержать несколько локальных побед в рамках соревнований ITF, что позволило сохранить место в Top200. В паре Виталия выигрывает пару турниров этой же организации, благодаря чему 1 ноября поднимается на лучшую в своей карьере позицию в парном рейтинге, становясь 65-й.
2011—2013 годы
Редкие выступления в первой половине сезона-2011 не позволяли набрать нужную спортивную форму. Ближе к лету всё стало постепенно менятся к лучшему: Виталия сначала доходит до финала отбора на Roland Garros, а затем пробивается в основную сетку Уимблдона, где лишь в трёх сетах уступает 23-й ракетке мира Даниэле Гантуховой. Успехи продолжаются затем и на хардовой серии: Дьяченко сначала доходит до полуфинала турнира в британском Уокинге, а затем выигрывает 100-тысячник в Астане, переиграв в финале 91-ю ракетку мира Акгуль Аманмурадову. Подготовка к US Open завершается на домашнем турнире в Казани, где Дьяченко доходит до полуфинала, но вынуждена сняться с турнира из-за очередных проблем со здоровьем. Проблемы на турнире в Татарстане никак не сказываются на первенстве США — россиянка не без проблем, но проходит (впервые в своей карьере) отбор на местном турнире Большого шлема и выходит в основу, где в равной борьбе уступает китаянке Чжэн Цзе.
Парный год был более успешен: во время грунтовой серии россиянка, выступая с разными партнёршами, отмечается в полуфиналах турниров WTA в Марбелье и Штутгарте. Позже, уже во время хардовой серии был выигран и в парном разряде уже упоминавшийся выше турнир в Астане. Затем Виталия доходит до финала 50-тысячника в Казани, но отказывается от возможности побороться за титул, после снятия в полуфинале одиночки. На US Open Дьяченко, вместе с украинкой Ольгой Савчук, преодолевает раунд, уступая во втором раунде сильной паре Саня Мирза / Веснина.
Завершающий отрезок сезона россиянка начала на турнире в Узбекистане, где с пятой попытки смогла выиграть свой первый турнир WTA. Далее Виталия дошла до четвертьфинала на 75-тысячнике в Шрусбери и прошла отбор на турнире WTA в Линце. В конце октября Дьяченко, в паре с Еленой Весниной, уверенно двигалась по сетке на Кубке Кремля, но неудачно потянувшись за мячом в матче 1/4 финала порвала мениск и вынуждена была сняться с игры. Позднее была сделана операция. Восстановление затянулось, и следующие два года россиянка играла крайне эпизодически, окончательно вернувшись к регулярным играм в парном разряде лишь в октябре 2013 года, а к одиночным матчам ещё парой месяцев позже. Период оказался выбран весьма удачно: Дьяченко выиграла свой второй турнир в паре (на 75-тысячнике в Дубае — вместе с Ольгой Савчук) и дебютный титул в одиночном разряде (переиграв в финале 50-тысячника в Анкаре Марту Сироткину).
2014 год
Яркий всплеск в конце предыдущего сезона, впрочем, не имел быстрого продолжения в 2014 году: россиянка начала сезон с небольших турниров федерации и лишь почувствовав в играх там уверенность в своих силах стала играть более крупные турниры. Первый заметный всплеск формы пришёлся на конец июля, когда Виталия смогла за одну неделю выиграть и одиночный и парный титул в рамках 100-тысячника в Астане, однако до октября она продолжила играть турниры ITF и лишь на Кубке Кремля предприняла полноценную попытку сыграть на турнире WTA. Момент был выбран весьма удачно: россиянка уверенно прошла квалификацию домашнего турнира, а затем пробилась и в четвертьфинал, переиграв Доминику Цибулкову и в равной борьбе уступив будущей чемпионке — Анастасии Павлюченковой. Московский успех был дополнен спустя несколько недель первым одиночным титулом на турнирах подобного уровня — на соревновании побочной серии ассоциации в Тайбэе, где Дьяченко переиграла в решающей встрече Чжань Юнжань. Сезон завершился на 75-тысячнике в Дубае, где Виталия защитила свой прошлогодний парный титул и дошла до полуфинала в одиночном разряде.
2015—2017 годы
Единственную победу на турнирах Большого Шлема Дьяченко одержала на Ролан Гаррос над Штефани Фёгеле. Для неё второй круг турнира стал вторым в карьере. На остальных турнирах Большого Шлема она проигрывала в 1 круге. На US Open Дьяченко снялась с матча против Серены Уильямс при счёте 0:6, 0:2. Главным достижением стала победа на турнире ITF в Сурбитоне в июне.
Сезон 2016 года Дьяченко начала на Открытом чемпионате Франции, где не смогла преодолеть первый круг, проиграв будущей финалистке турнира теннисистке из Чехии Луции Шафаржовой. Первым кругом завершился и Открытый чемпионат США, где Виталия Дьяченко уступила теннисистке из Швейцарии Тимее Бачински. Главным достижением стал финал турнира ITF в Анкаре.
Сезон 2017 год Виталия Дьяченко начала в июле и выступала только на турнирах уровня ITF и челленджерах, где главными достижениями стали полуфиналы на турнирах в городах Артвин и Далянь.
2018 год
Сезон 2018 года получился самым успешным в карьере. На Уимблдоне в первом круге Дьяченко одержала самую крупную победу в карьере, переиграв Марию Шарапову 6:7(3), 7:6(3), 6:4. Во втором круге была обыграна София Кенин. В третьем круге она уступила действующей чемпионке Ролан Гаррос Елене Остапенко. Это выступление стало самым успешным на турнирах Большого Шлема.
На другие турниры Большого Шлема она не проходила квалификационные раунды, а турниры WTA проигрывала в первых кругах.
2025 год
В середине июня 2025 года стала финалисткой парного турнира категории WTA 125 Ilkley Trophy в Илкли (Англия), где она вместе с британкой Эден Сильва в финале проиграла паре Симона Вальтерт и Изабель Хаверлаг со счётом 1-6, 1-6.

## Рейтинг на конец года
| Год  | Одиночный рейтинг | Парный рейтинг |
| 2024 | 619               | 516            |
| 2023 | 614               | 1011           |
| 2022 | 113               | 425            |
| 2021 | 171               | 179            |
| 2020 | 124               | 308            |
| 2019 | 107               | 427            |
| 2018 | 120               | 430            |
| 2017 | 188               |                |
| 2016 | 553               | 245            |
| 2015 | 169               | 97             |
| 2014 | 108               | 143            |
| 2012 | 596               | 212            |
| 2011 | 125               | 66             |
| 2010 | 180               | 65             |
| 2009 | 118               | 100            |
| 2008 | 262               | 249            |
| 2007 |                   | 787            |

## Выступления на турнирах

### Финалы турнировWTA 125иITFв одиночном разряде (32)

#### Победы (25)
| Призовые    | Титулы по годам | Титулы по годам | Титулы по годам |
| ----------- | --------------- | --------------- | --------------- |
| Призовые    | до 2017         | 2017-2023       | с 2024          |
| 125.000 USD | 3+0             | 3+0             | 3+0             |
| 100.000 USD | 2+3             | 0+0             | 0+0             |
| 80.000 USD  | -               | 0+0             | -               |
| 75.000 USD  | 1+2             | -               | 0+0             |
| 60.000 USD  | -               | 3+0             | -               |
| 50.000 USD  | 2+1             | -               | 1+0             |
| 40.000 USD  | -               | 0+0             | -               |
| 35.000 USD  | -               | -               | 0+0             |
| 25.000 USD  | 3+0             | 8+5             | 0+0             |
| 15.000 USD  | 0+0             | 0+0             | -               |
| 10.000 USD  | 2+0             | -               | -               |

| Титулы по покрытиям | Титулы по месту проведения матчей турнира |
| ------------------- | ----------------------------------------- |
| Хард (21+8)         | Зал (12+2)                                |
| Грунт (2+5)         | Зал (12+2)                                |
| Трава (1)           | Открытый воздух (13+11)                   |
| Ковёр (1)           | Открытый воздух (13+11)                   |

| №   | Дата             | Турнир                   | Покрытие    | Соперница в финале       | Счёт                |
| 1.  | 11 ноября 2007   | Рэдбридж, Великобритания | Хард (зал)  | Ивета Герлова            | 6-4 6-0             |
| 2.  | 20 декабря 2008  | Дубай, ОАЭ               | Хард        | Урсула Радваньская       | 7-5 2-6 7-5         |
| 3.  | 29 марта 2009    | Москва, Россия           | Хард (зал)  | Весна Манасиева          | 2-6 6-3 4-1 — отказ |
| 4.  | 18 июля 2010     | Дармштадт, Германия      | Грунт       | Юлия Шруфф               | 6-4 5-7 6-4         |
| 5.  | 30 июля 2011     | Астана, Казахстан        | Хард        | Акгуль Аманмурадова      | 6-4 6-1             |
| 6.  | 21 декабря 2013  | Анкара, Турция           | Хард (зал)  | Марта Сироткина          | 6-7(3) 6-4 6-4      |
| 7.  | 16 марта 2014    | Шарм-эш-Шейх, Египет     | Хард        | Наоми Броуди             | 3-6 6-4 6-1         |
| 8.  | 27 июля 2014     | Астана, Казахстан        | Хард        | Чагла Бююкакчай          | 6-4 3-6 6-2         |
| 9.  | 14 сентября 2014 | Москва, Россия           | Грунт       | Евгения Родина           | 6-3 6-1             |
| 10. | 9 ноября 2014    | Тайбэй, Тайвань          | Хард (зал)  | Чжань Юнжань             | 1-6 6-2 6-4         |
| 11. | 14 июня 2015     | Сербитон, Великобритания | Трава       | Наоми Осака              | 7-6(5) 6-0          |
| 12. | 12 августа 2017  | Чизик, Великобритания    | Хард        | Виктория Кужмова         | 6-3 6-4             |
| 13. | 29 октября 2017  | Стамбул, Турция          | Хард (зал)  | Жаклин Кристиан          | 6-3 6-1             |
| 14. | 12 августа 2018  | Чизик, Великобритания    | Хард        | Валентини Грамматикопулу | 6-1 7-5             |
| 15. | 10 февраля 2019  | Гренобль, Франция        | Хард (зал)  | Армони Тан               | 6-1 6-4             |
| 16. | 17 февраля 2019  | Шрусбери, Великобритания | Хард (зал)  | Янина Викмайер           | 5-7 6-1 6-4         |
| 17. | 31 марта 2019    | Круасси-Бобур, Франция   | Хард (зал)  | Робин Андерсон           | 6-2 6-3             |
| 18. | 6 апреля 2019    | Болтон, Великобритания   | Хард (зал)  | Джоди Бёррэдж            | 6-2 6-2             |
| 19. | 14 апреля 2019   | Стамбул, Турция          | Хард        | Анкита Райна             | 6-4 6-0             |
| 20. | 1 сентября 2019  | Пенза, Россия            | Хард        | Камилла Рахимова         | 6-4 6-1             |
| 21. | 17 ноября 2019   | Тайбэй, Тайвань          | Ковер (зал) | Тимея Бабош              | 6-3 6-2             |
| 22. | 12 декабря 2021  | Анже, Франция            | Хард (зал)  | Чжан Шуай                | 6-0 6-4             |
| 23. | 27 февраля 2022  | Макон, Франция           | Хард (зал)  | Кристиана Феррандо       | 6-4 6-3             |
| 24. | 11 сентября 2022 | Сантарен, Португалия     | Хард        | Изабелла Крюгер          | 6-3 6-2             |
| 25. | 13 июля 2025     | Сейшал, Португалия       | Хард        | Аои Ито                  | 6-2 6-3             |

#### Поражения (7)
| №  | Дата             | Турнир                 | Покрытие   | Соперница в финале  | Счёт            |
| 1. | 15 августа 2010  | Казань, Россия         | Хард       | Анна Лапущенкова    | 1-6 6-2 6-7(4)  |
| 2. | 23 марта 2014    | Шарм-эш-Шейх, Египет   | Хард       | Наоми Броуди        | 3-6 0-2 — отказ |
| 3. | 1 июня 2014      | Москва, Россия         | Грунт      | Анастасия Васильева | 5-7 4-6         |
| 4. | 28 сентября 2014 | Подгорица, Черногория  | Грунт      | Андрея Миту         | 1-6 4-6         |
| 5. | 24 декабря 2016  | Анкара, Турция         | Хард (зал) | Ивана Йорович       | 4-6 5-7         |
| 6. | 26 июня 2022     | Кантаньеди, Португалия | Ковёр      | Франсиска Жорже     | 5-7 5-7         |
| 7. | 7 марта 2023     | Тбилиси, Грузия        | Хард       | Стейси Фунг         | 4-6 — отказ     |

### Финалы турнировWTAв парном разряде (7)

#### Победы (1)
| Легенда:                    |
| --------------------------- |
| Турниры Большого Шлема (0)  |
| Олимпиада (0)               |
| Итоговый чемпионат года (0) |
| Premier Mandatory (0)       |
| Premier 5 (0)               |
| Premier (0)                 |
| International (0+1)         |

| Титулы по покрытиям | Титулы по месту проведения матчей турнира |
| ------------------- | ----------------------------------------- |
| Хард (0+1)          | Зал (0)                                   |
| Грунт (0)           | Зал (0)                                   |
| Трава (0)           | Открытый воздух (0+1)                     |
| Ковёр (0)           | Открытый воздух (0+1)                     |

| №  | Дата             | Турнир              | Покрытие | Партнёрша      | Соперницы в финале              | Счёт    |
| 1. | 17 сентября 2011 | Ташкент, Узбекистан | Хард     | Элени Данилиду | Надежда Киченок Людмила Киченок | 6-4 6-3 |

#### Поражения (6)
| №  | Дата             | Турнир              | Покрытие   | Партнёрша           | Соперницы в финале                    | Счёт              |
| 1. | 15 февраля 2009  | Паттайя, Таиланд    | Хард       | Юлия Бейгельзимер   | Тамарин Танасугарн Ярослава Шведова   | 3-6 2-6           |
| 2. | 27 сентября 2009 | Ташкент, Узбекистан | Хард       | Екатерина Деголевич | Ольга Говорцова Татьяна Пучек         | 2-6 7-6(1) [8-10] |
| 3. | 8 мая 2010       | Оэйраш, Португалия  | Грунт      | Орели Веди          | Анабель Медина Гарригес Сорана Кырстя | 1-6 5-7           |
| 4. | 7 августа 2010   | Копенгаген, Дания   | Хард (зал) | Татьяна Пучек       | Юлия Гёргес Анна-Лена Грёнефельд      | 4-6 4-6           |
| 5. | 17 января 2015   | Хобарт, Австралия   | Хард       | Моника Никулеску    | Кики Бертенс Юханна Ларссон           | 5-7 3-6           |
| 6. | 2 августа 2015   | Баку, Азербайджан   | Хард       | Ольга Савчук        | Маргарита Гаспарян Александра Панова  | 3-6 5-7           |

### Финалы турнировWTA 125иITFв парном разряде (23)

#### Победы (13)
| №   | Дата             | Турнир                   | Покрытие   | Партнёрша           | Соперницы в финале                     | Счёт            |
| 1.  | 8 августа 2008   | Москва, Россия           | Грунт      | Мария Кондратьева   | Вероника Капшай Ирина Кузьмина         | 6-0 6-4         |
| 2.  | 23 августа 2008  | Москва, Россия           | Грунт      | Евгения Пашкова     | Тадея Маерич Наталья Рыжонкова         | 6-0 6-1         |
| 3.  | 29 марта 2009    | Москва, Россия           | Хард (зал) | Екатерина Деголевич | Людмила Киченок Надежда Киченок        | 6-1 6-1         |
| 4.  | 16 апреля 2010   | Йоханнесбург, ЮАР        | Хард       | Эйрини Георгату     | Марина Эракович Тамарин Танасугарн     | 6-3 5-7 [16-14] |
| 5.  | 18 июля 2010     | Дармштадт, Германия      | Грунт      | Лаура Зигемунд      | Ирина-Камелия Бегу Эрика Сэма          | 4-6 6-1 [10-4]  |
| 6.  | 24 сентября 2010 | Шрусбери, Великобритания | Хард (зал) | Ирэна Павлович      | Клер Фёэрстен Весна Манасиева          | 4-6 6-4 [10-6]  |
| 7.  | 2 октября 2010   | Афины, Греция            | Хард       | Ипек Шеноглу        | Элени Данилиду Петра Мартич            | Без игры        |
| 8.  | 29 июля 2011     | Астана, Казахстан        | Хард       | Галина Воскобоева   | Александра Панова Акгуль Аманмурадова  | 6-3 6-4         |
| 9.  | 17 ноября 2013   | Дубай, ОАЭ               | Хард       | Ольга Савчук        | Людмила Киченок Надежда Киченок        | 7-5 6-1         |
| 10. | 27 июля 2014     | Астана, Казахстан        | Хард       | Маргарита Гаспарян  | Михаэла Був Анна-Лена Фридзам          | 6-4 6-1         |
| 11. | 24 августа 2014  | Санкт-Петербург, Россия  | Грунт      | Илона Кремень       | Натела Дзаламидзе Анастасия Пивоварова | 6-1 6-3         |
| 12. | 15 ноября 2014   | Дубай, ОАЭ               | Хард       | Александра Панова   | Людмила Киченок Ольга Савчук           | 3-6 6-2 [10-4]  |
| 13. | 14 мая 2016      | Ла-Марса, Тунис          | Грунт      | Галина Воскобоева   | Виктория Кан Сабина Шарипова           | 6-3 1-6 [12-10] |

#### Поражения (10)
| №   | Дата             | Турнир                        | Покрытие    | Партнёрша               | Соперницы в финале                    | Счёт              |
| 1.  | 24 июня 2007     | Сараево, Босния и Герцеговина | Грунт       | Тамара Стойкович        | Василиса Давыдова Каролина Йованович  | 6-1 0-6 0-6       |
| 2.  | 12 сентября 2008 | Русе, Болгария                | Грунт       | Евгения Пашкова         | Александра Панова Ксения Первак       | 2-6 7-6(5) [5-10] |
| 3.  | 7 марта 2009     | Минск, Беларусь               | Ковёр (зал) | Евгения Пашкова         | Има Богуш Дарья Кустова               | 1-6 6-4 [8-10]    |
| 4.  | 6 марта 2010     | Минск, Беларусь               | Хард (зал)  | Марет Ани               | Елена Бовина Ирэна Павлович           | 0-6 1-6           |
| 5.  | 14 августа 2011  | Казань, Россия                | Хард        | Александра Панова       | Екатерина Иванова Андрея Клепач       | Без игры          |
| 6.  | 19 июня 2022     | Гайба, Италия                 | Трава       | Оксана Калашникова      | Мэдисон Бренгл Клер Лю                | 4-6 3-6           |
| 7.  | 14 июля 2024     | Дон-Бенито, Испания           | Ковёр       | Исабелла Баррера Агирре | Тамара Костич Ольга Паррес Аскойтиа   | 6-3 4-6 [6-10]    |
| 8.  | 28 июля 2024     | Астана, Казахстан             | Хард        | Жанель Рустемова        | Анастасия Гасанова Екатерина Шалимова | 6-7(4) 6-2 [7-10] |
| 9.  | 18 мая 2025      | Загреб, Хорватия              | Грунт       | Луция Чирич-Багарич     | Франсиска Жорже Матильда Жорже        | 2-6 0-6           |
| 10. | 15 июня 2025     | Илкли, Великобритания         | Трава       | Эден Сильва             | Изабелла Хаверлаг Симона Вальтерт     | 1-6 1-6           |

### Финалы командных турниров (1)

#### Поражения (1)
| №  | Год  | Турнир          | Команда                    | Соперник в финале                     | Счёт |
| 1. | 2015 | Кубок Федерации | Россия не играла в финале. | Чехия П.Квитова,К.Плишкова,Б.Стрыцова | 2-3  |